# Douglas Hurd
Douglas Richard Hurd, Baron Hurd of Westwell, född 8 mars 1930 i Marlborough, Wiltshire, är en brittisk konservativ politiker, diplomat och författare. 
Han ingick i ministärer under premiärministrarna Margaret Thatcher och John Major mellan 1979 och 1995, bland annat som inrikesminister (1985–1989) och utrikesminister (1989–1995). Hurd upphöjdes 1997 till livstidspär och satt i överhuset fram till 2016.